# Hotel para dos
Hotel para dos fue una serie de comedia chilena, idea original de Nicolás Acuña, ganadora de fondos de Consejo Nacional de Televisión. Realizada por la productora Promocine durante 2006 y emitida por Televisión Nacional de Chile durante 2007. 

## Argumento
Cuenta la historia de dos viudas, Rosa (Catalina Guerra) y Marisol (Luz Croxatto) que viven con sus hijas Ámbar (María José Necochea) y Paula (Francisca Lewin), y heredan un hotel en la costa chilena. Los conflictos están en las personalidades de las hermanas. Una es liberal y la otra conservadora. Pero las dos, sin saberlo, comparten amante. 

## Reparto
- Catalina Guerra como Rosa Guajardo
- Luz Croxatto como Margarita Ruiz-Tagle
- Francisca Lewin como Paula Plaza
- María José Necochea como Daniela Plaza
- Carmen Disa Gutiérrez como Alda Matamala
- Rodolfo Pulgar como Franky Peralta
- Francisco Ramírez como Carlos

### Recurrentes e invitados
- Patricio Strahovsky como Mario Plaza, difunto esposo de Margarita y Rosa
- Álvaro Escobar como Abogado de Mario
- Katyna Huberman como Juana Hernández, prestamista y amante de Mario
- Hugo Vásquez como Felipe Pedraza
- Cristián Fajardo como Michel
- César Robinson López como Panchito
- Patricio Strahovsky como Marcos, vendedor viajero idéntico a Mario
- Claudio Espinoza como Paramédico que asiste a Marcos en su preinfarto
- Jaime Troncoso como Roque García-Williams, escritor
- Jorge Magni como Periodista del diario "La Quinta"
- Silvia Novak como Dra. Marianne Forester, sexóloga autora del libro "Adictas al Amor"
- Ariel Canale como Fabián, modelo argentino
- César Abu-Eid como Príncipe Jalil Moarafí Fuarajada
- Jacqueline Boudon como Esposa Nº1 de Jalil
- Christian Meneses como Yusef, asistente de Jalil
- Luciana Luppi como Esposa Nº2 de Jalil
- Francisca Muñoz como Esposa Nº3 de Jalil
- Arantza Montoya como Esposa Nº4 de Jalil
- Patricia Pardo como Esposa Nº5 de Jalil
- Carolina Varela como Esposa Nº6 de Jalil
- Eliana Palermo como Ema Yarur "La Poto Loco", antigua amiga de Margarita
- Óscar Vásquez como Pedro / Carolina, vedetto en la despedida de soltera de Ema y pololo de Daniela
- Roberto Avendaño como Aramis González, vidente
- Daniela Jacques como Evangelina Montes de Oca, polola de Aramis
- ¿? como Sr. Montes de Oca, padre de Evangelina
- Ramón Llao como Dr. Robin Valdés, cirujano plástico
- Angelique Schoop como Santa, esposa de Robin
- Cristián Siburo como Pareja de Santa
- Javier Moreno como Alfonso
- Valeria Germain como Tabatha
- Sergio Monge como Cliente que ocupa la "Habitación Jungla Salvaje"
- Silvana Ghivarello como Pareja del cliente de la "Habitación Jungla Salvaje"
- Gustavo Rojas como Cliente del hotel que ocupa la “Habitación Hindú”
- Yasna González como Pareja del cliente que ocupa la “Habitación Hindú”
- Emilio García como Kazú, traductor japonés y cómplice de Tokomu
- Pablo Chuyín como Tokomu, japonés que roba en el hotel
- Luis Felipe Mella como Integrante de grupo de rock “Estar Guars” Nº1
- Daniel Isler como Integrante de grupo de rock “Estar Guars” Nº2
- Martín Celis como Integrante de grupo de rock “Estar Guars” Nº3
- Silvia Santelices como Asunción de Las Mercedes, madre de Mario, suegra de Rosa y Margarita
- Sergio Hernández como José María "Pepe" Burgos, esposo Nº1 de Asunción
- José Martín como Cayetano, esposo Nº2 de Asunción

## Episodios
- «El clon»
- «El muerto»
- «Prejuicios»
- «Adictas al amor»
- «Un nuevo amor»
- «Despedida de soltera»
- «La verdad»
- «Cirugía plástica»
- «Recién casados»
- «El funeral»
- «El japonés»
- «La venta»